# Adalbert Stubel
Adalbert Stubel, italijanski učitelj slovenskega rodu, * 11. marec 1886, Trst, Avstro-Ogrska, † 30. januar 1964, Trst, Italija.

## Življenje in delo
Končal je slovensko učiteljišče v Kopru, v Gorici pa se je na učiteljišču usposobil tudi za pouk v nemščini in italijanščini. Učiteljsko službo je začel v tržaškem predmestju Škedenj, 1908 odšel v Rojan, kjer je učil do fašistične prepovedi delovanja slovenskih šol. Govoril je več jezikov, pri učencih pa gojil ljubezendo slovenskega jezika. Poleg poučevanja je vodil tudi pevski zbor. Ko je bil ukinjen pouk na slovenskih šolah je bil prestavljen na italijansko šolo v Rojanu. Ker pa ni hotel stopiti v fašistično stranko, ga je oblast kazensko prestavila na podeželje v okolico Bologne.  Premestitev je odklonil, zato je bil leta 1934 prisilno upokojen. Po vojni mu je Zavezniška vojaška uprava v Trstu ponudila mesto šolskega nadzornika, a je zaradi zdravstvenih razlogov rajši sprejel mesto ravnatelja šole mestnem predelu pri Sv. Jakobu. To službo je opravljal do 1954, ko je bil redno upokojen. V prvih povojnih letih je bil tudi predavatelj na dopolnilnih tečajih za slovenske učitelje v Trstu.